# Tresjön, Västmanland
Tresjön är en sjö i Köpings kommun i Västmanland och ingår i Norrströms huvudavrinningsområde.